# Ole Hartling
Ole Johannes Hartling (født 24. juni 1946 i Hellerup) er en dansk overlæge, der var formand for Etisk Råd 2003-2007. Han er søn af tidligere statsminister Poul Hartling.
Hartling er student fra Østersøgades Gymnasium og cand.med. fra Københavns Universitet i 1972. Dr.med. 1986 (Perifere hæmodynamiske og metaboliske virkninger af adrenerg receptorblokade). Siden 1987 har Hartling været overlæge i nuklearmedicin ved Vejle Sygehus, og var indtil 1. august 2015 ledende overlæge.
Han har siden 1990'erne været en aktiv debattør i etiske spørgsmål og er bl.a. modstander af aktiv dødshjælp. I 2000 blev han medlem af Etisk Råd og var formand i fem år fra 2003. Han har desuden været medlem af Lægeforeningens etiske udvalg og dansk delegat ved FN's menneskerettighedskommission i Genève.
I de senere år har han været klummeskribent i Kristeligt Dagblad.

## Anerkendelser
- Barfred-Pedersen, æresgaven (2005)
- Rosenkjærprisen (2008)